# André de Resende
André de Resende (Évora, 1498-ibídem, 9 de diciembre de 1573) fue un fraile dominico, historiador, teólogo y considerado el "padre" de la arqueología en Portugal.

## Biografía
Pasó muchos años viajando por España, Francia y los Países Bajos, donde se carteó con Erasmo de Róterdam y otros hombres de notable intelecto. También fue amigo cercano del rey Juan III y de sus hijos, e hizo de tutor del Infante D. Duarte. Está enterrado en la capilla del crucero derecho de la catedral de Évora, Portugal.
Resende gozó de una fama considerable a lo largo de su vida, pero la historiografía moderna ha señalado que no era muy escrupuloso ni preciso en sus obras. En portugués escribió:
- Historia da antiguidade da cidade de Evora (ibid. 1553)
- Vida do Infante D. Duarte (Lisbon, 1789)

Su principal trabajo en latín fue De Antiquitatibus Lusitaniae (Evora, 1593).